# Inkommensurabilität (Wissenschaftstheorie)
Mit Inkommensurabilität wird in der Wissenschaftstheorie die teilweise oder vollständige Unübersetzbarkeit der Begriffe einer wissenschaftlichen Theorie in die Begriffe einer anderen Theorie bezeichnet. Der Begriff spielt eine Rolle in der Diskussion, ob und in welcher Weise zwischen (rivalisierenden) Theorien eine logische Beziehung hergestellt werden kann und in welcher Weise sie miteinander verglichen werden können.
Der Begriff wurde Anfang der 1960er von Thomas S. Kuhn und Paul Feyerabend in die Wissenschaftstheorie eingeführt. Vorbild war der in der Mathematik verwendete Begriff der Inkommensurabilität. Die konkreten Konzepte der Inkommensurabilität von Kuhn und Feyerabend und insbesondere die Schlussfolgerungen, die beide aus der von ihnen vertretenen These, dass Inkommensurabilität in der Wissenschaftsgeschichte eine Rolle spielt, ziehen, unterscheiden sich in einigen Punkten erheblich.

## Thomas S. Kuhn
Kuhn hat die Inkommensurabilität zuerst in seinem Buch The Structure of Scientific Revolutions vorgestellt, wo die Inkommensurabilität mit einem Paradigmenwechsel während wissenschaftlicher Revolutionen verbunden ist. Sein Begriff der Inkommensurabilität unterlag einer Entwicklung, die letztlich zu einer Anlehnung seines Konzepts der Inkommensurabilität an Willard Van Orman Quines These der Unterbestimmtheit von Übersetzungen führte. Bei Kuhn gibt es keine globale Inkommensurabilität aller Begriffe von inkommensurablen Theorien, sondern nur lokal begrenzte Inkommensurabilität einiger Begriffe.
Obwohl nach Kuhn kein direkter „Term-zu-Term“-Vergleich zwischen verschiedenen inkommensurablen Theorien vorgenommen werden kann, hält er auch inkommensurable Theorien prinzipiell für vergleichbar. Anstelle eines Term-zu-Term Vergleichs könne ein Vergleich etwa stattfinden durch unabhängig vom Paradigma geteilte Werte, wie zum Beispiel Genauigkeit, Einfachheit, interne und externe Konsistenz usw. Rezeptionen seiner Arbeiten, die ihn als Vertreter eines Relativismus auffassen, widersprach er mehrfach entschieden:

“Most readers […] have supposed that when I spoke of theories as incommensurable, I meant that they could not be compared. But 'incommensurability' is a term borrowed from mathematics, and it there has no such implication. The hypotenuse of an isosceles right triangle is incommensurable with its side, but the two can be compared to any required degree of precision.”

„Die meisten Leser […] haben angenommen, dass, wenn ich von Theorien als inkommensurabel sprach, ich meinen würde, dass sie nicht vergleichbar seien. Aber 'Inkommensurabilität' ist ein aus der Mathematik entliehener Ausdruck, und dort hat er keine solche Implikation. Die Hypotenuse eines gleichschenkeligen und rechtwinkligen Dreiecks ist inkommensurabel mit seiner Seite, aber beide können mit beliebiger Genauigkeit verglichen werden.“

## Paul Feyerabend
Im Vergleich zu Kuhn ist Feyerabends Konzeption der Inkommensurabilität radikaler. Inkommensurable Theorien sind nach ihm nicht nur lokal inkommensurabel, sondern global, d. h., kein primitiver Begriff der einen Theorie kann in die jeweils andere übersetzt werden, es gibt auch keine Brückengesetze, und die Prinzipien der konzeptualen Apparate beider Theorien sind inkompatibel. Ein einfacher logisch-rationaler Vergleich zwischen inkommensurablen Theorien ist für Feyerabend nicht möglich. Trotzdem folgt für ihn damit nicht automatisch Unvergleichbarkeit beider Theorien. Vielmehr sei der Vergleich inkommensurabler Theorien möglicherweise schwierig und nicht nach einfachen Standards – etwa den vom kritischen Rationalismus vorgeschlagenen – möglich, ein Vergleich sei aber in andere Hinsicht – unter anderem etwa nach dem Kriterium des Voraussageerfolges – möglich. Bei Feyerabend ist die Inkommensurabilität zwischen Theorien eher selten. Während für Kuhn Inkommensurabilität eine Begleiterscheinung jedes Paradigmenwechsels in wissenschaftlichen Revolutionen ist, ist für Feyerabend zum Beispiel Inkommensurabilität nicht bei jeder Revolution gegeben. Das ptolemäische und das kopernikanische Weltbild zum Beispiel sieht er nicht als inkommensurabel an. Nur sogenannte universelle Theorien können inkommensurabel sein, sofern sie in einer bestimmten Weise interpretiert werden.
Feyerabend zieht aus seiner Inkommensurabilitätshypothese den Schluss, dass es keine einfachen universellen Methoden und Regeln gibt, welche rationales Vorgehen sicherstellen können. Die Regeln, nach denen Wissenschaftler arbeiten, seien vielmehr komplex und kontextbezogen. Er vertritt deswegen eine anarchistische Erkenntnistheorie und gesellschaftlich einen demokratischen Relativismus. Für Feyerabend führt gerade eine solche Art, die Gesellschaft zu arrangieren, zu einer Erhöhung der Rationalität:

“There is no need to fear that such a way of arranging society will lead to undesireable results. Science itself uses the method of ballot, discussion, vote, though without a clear grasp of its mechanism, and in a heavily biased way. But the rationality of our beliefs will certainly be considerably increased.”

„Es gibt keinen Grund zu fürchten, dass so eine Art, die Gesellschaft zu arrangieren, zu unerwünschten Resultaten führen wird. Wissenschaft selbst benützt die Methoden von Umfragen, Diskussionen und Abstimmungen, ohne ein klares Verständnis von deren Mechanismen zu haben, und in einer stark voreingenommenen Weise. Aber die Rationalität unserer Überzeugungen wird sicherlich erheblich gesteigert sein.“

## Hans Albert
Nach Hans Albert resultiert aus wissenschaftstheoretischen Positionen, wie sie Kuhn und Feyerabend entwickelten, eine Immunisierung gegenüber Kritik an einzelnen Theorien, die er für methodologisch inakzeptabel hält.

## Inkohärenzargument
Das Inkohärenzargument ist ein Einwand gegen die praktische Relevanz der Inkommensurabilität. Es richtet sich nicht gegen Inkommensurabilität als theoretische Möglichkeit an sich, sondern gegen die von Kuhn und Feyerabend gebrachten historischen Beispiele, mit denen jene zeigen wollen, dass Inkommensurabilität nicht nur eine mehr oder weniger exotische theoretische Möglichkeit ohne Relevanz für die real existierende Wissenschaft ist, sondern praktisch relevant ist. Es besagt im Kern, dass es inkonsistent sei, zu behaupten, frühere Weltbilder seien inkommensurabel zu den heutigen und damit nicht in der heutigen Sprache auszudrücken, gleichzeitig aber zu behaupten, man könne diese analysieren und deren Inkommensurabilität feststellen. Vorgebracht wurde das Argument in verschiedenen Versionen beispielsweise von Hilary Putnam und Donald Davidson. So kritisiert Putnam das von Feyerabend vorgebrachte Galilei-Beispiel:

“To tell us that Galileo had 'incommensurable' notion and then go on to describe them at length is totally incoherent.”

„Uns zu erzählen, dass Galileo 'inkommensurable' Ausdrücke hatte, und dann fortzufahren, diese ausführlich zu beschreiben, ist komplett inkohärent.“

Diese Inkohärenz kann nach Howard Sankey umgangen werden, indem beide Theorien in einer Metasprache eingebettet betrachtet werden und mit dieser beschrieben werden können, ohne dass die Begriffe der einen Theorie in die jeweilig andere direkt übersetzbar sind. Dann sind die Theorien, obwohl inkommensurabel, allerdings auch rational vergleichbar.

## Inkommensurabilität und rationale Vergleichbarkeit
In vielen Rezeptionen wird Inkommensurabilität fälschlicherweise mit Unvergleichbarkeit zweier Theorien gleichgesetzt. Weder Feyerabend noch Kuhn haben solch eine strenge Gleichsetzung vorgenommen.
Auch die schwächere Annahme, dass die Inkommensurabilität, wenn schon nicht notwendig, dann doch möglicherweise in einigen Fällen mit Unvergleichbarkeit einhergehen könne, wird von verschiedenen Seiten aus kritisiert. Eingewendet wird, dass sowohl Kuhn als auch Feyerabend ihren jeweiligen Begründungen für Inkommensurabilität einige Voraussetzungen zu Grunde legen, die nicht unbedingt akzeptiert werden müssen und für die Alternativen existieren. Unter anderem betreffe das etwa die Bedeutungstheorie oder die vom logischen Empirismus übernommene Sichtweise, die empirische Theorien als reine Mengen von Aussagen auffasst. Alternative Möglichkeiten, Begriffen einer wissenschaftlichen Theorie eine Bedeutung zuzuweisen, auch bei Theorienwandel und wissenschaftlichen Revolutionen einen rationalen Vergleich zuzulassen, sind zum Beispiel die kausale Bedeutungstheorie, welche von Hilary Putnam vertreten wurde, oder auch auf der semantischen Theorienauffassung beruhende Auffassungen, bei denen Theorienbänder und Theoriennetze eine Rolle bei der Art spielen, wie Begriffen ihre Bedeutung verliehen wird.

## Weiterführende Literatur
- Harold I. Brown: Incommensurability reconsidered. Studies in History and Philosophy of Science 36 (1): 149–169, 2005.
- Paul Hoyningen-Huene: Inkommensurabilität bei Kuhn und Theorienvergleich. in E. Agazzi (Hrsg.): Die Vergleichbarkeit wissenschaftlicher Theorien (Freiburg: Universitätsverlag, 1990), S. 97–108.
- Paul Hoyningen-Huene: Three Biographies: Kuhn, Feyerabend, and Incommensurability. In: Randy Harris (Hrsg.): Rhetoric and Incommensurability. West Lafayette: Parlor Press, 2005, S. 150–175.
- Howard Sankey: The Incommensurability Thesis. Aldershot: Avebury, 1994.